# モーターズ
『モーターズ』（THE MOTORS）は、2015年11月14日公開の日本映画。

## 概要
ロックバンド黒猫チェルシーのボーカリストで、田口トモロヲ監督の「色即ぜねれいしょん」での主演デビュー以降、俳優としても活躍する渡辺大知の初監督作品。
東京造形大学の卒業制作として製作され、PFFアワード2014で審査員特別賞を受賞。
主演の冴えない中年男・田中を、「お盆の弟」で主演を務めた渋川清彦が演じる。

## ストーリー
郊外にある車の整備工場で働く田中は、同僚の村田や新入りのタケオ等とともに、うだつのあがらない毎日を送っていた。
ある時、工場を辞めタケオがバンドがやりたいと打ち明ける。そんな折、車の修理にやってきたフリーターの前田、化粧品会社勤務のミキという一組のカップルと知り合う。田中は2人と交流するうち、ミキに淡い恋心を抱く。ミキにずっといて欲しいと思う余りに車のパーツを隠してしまう。

## キャスト
- 田中 - 渋川清彦[3][4][5][6]
- タケオ - 犬田文治[3][4][5][6]
- ミキ - 木乃江祐希[3][4][5][6]
- 前田 - 前田裕樹[3][4][5][6]
- 村田 - 川瀬陽太[3][4][5][6]
- 鹿江莉生[3][4][6]
- 菅沼拓馬[3][4][6]
- 山本浩司[3][4][6]
- 中野碧[3][4][6]
- スギム[3][4][6]
- 中野翔平[3][4]
- 酒川雄樹[3][4]
- 渡辺大知[3][4]
- 森岡龍[3][4]
- 片倉わき[3][4]
- 冨永周平[3][4]
- 大嶋宏治[3]
- 尾崎高志[3]
- 藤田淳也[3]
- 藤本周一郎[3]
- マニ[3]
- アーナンド[3]
- ガジェンダ[3]
- まめきち[3]
- 菱田明裕[3]
- 上川雄介[3]
- 嶺豪一[3]
- イチロー[3]
- シュン[3]
- 高木敬介[3]
- コッケ[3]

## スタッフ
- 監督・編集・音楽 - 渡辺大知[3][7][8]
- 脚本 - 渡辺大知・磯龍介[3][7][8]
- 撮影 - 中里龍造・大竹優輝[3][7][8]
- 照明 - 高橋純一・中川翔太[3][7][8]
- 録音 - 磯龍介[3][7][8]
- 美術 - 高橋純一[3][7]
- スチール - 今村紗矢香[3][7]
- 車両 - 塩田翔吾・笠原飛雄馬[3][7]
- 劇中歌 - ALPACINOS・COMPLEX・THE NAPOLEON JACKET・渡辺大知・宮田岳[3][7]